# La Reine, Québec
La Reine är en kommun i provinsen Québec i Kanada. Den ligger i regionen Abitibi-Témiscamingue, i den sydöstra delen av landet, 500 km nordväst om huvudstaden Ottawa.